# 린위팅 (2001년)
린위팅(중국어 정체자: 林羽葶, 병음: Lín Yûtíng, 한자음: 임우정, 2001년 8월 1일 ~ )은 대만의 배우이다.